# Jair Bolsonaro
Jair Messias Bolsonaro, [ʒaˈiʁ bowsoˈnaɾu], född 21 mars 1955 i Glicério i delstaten São Paulo, är en brasiliansk politiker (Socialliberala partiet, PSL) och pensionerad militärofficer. Han var Brasiliens president 2019–2023 efter att ha vunnit presidentvalet 2018. Från 1991 till 2018 satt han i Brasiliens deputeradekammare för delstaten Rio de Janeiro. Den 30 oktober 2022 förlorade Bolsonaro presidentvalet till Luiz Inácio Lula da Silva, och blev den första brasilianska presidenten att förlora omvalet på 30 år. 
Under sin 27-åriga period som kongressledamot blev han känd för sitt starka stöd för nationalkonservatism. Han är en stark motståndare till samkönade äktenskap och homosexualitet, abort, drogliberalism och sekularism. Inom utrikespolitiken har han förespråkat för närmare relationer med Israel och USA. Han beskrivs vara en polariserande och kontroversiell politiker vars åsikter och kommentarer har beskrivits som högerextrema och populistiska.
Bolsonaros hantering av covid-19-pandemin i Brasilien kritiserades över det politiska spektret; han försökte bagatellisera pandemin och dess effekter, motsatte sig karantänåtgärder och avskedade två hälsoministrar, medan antalet dödsfall ökade snabbt. Den allmänna opinionen, som hade varit gynnsam under hans första år i ämbetet, blev negativ under större delen av 2020. Han är under utredning inför internationella brottmålsdomstolen i Haag för brott mot mänskligheten, folkmord och ekocid.

## Biografi
Jair Bolsonaro har italienska och tyska rötter. Han är politiskt konservativ och har en bakgrund som yrkesmilitär. Han har varit medlem av deputeradekammaren, en av kongressens två kammare.
Han har bland annat uttryckt nostalgi för den brasilianska militärdiktaturen 1964–1985, och kallat diktaturen för en "mycket bra" period som "hindrade Brasilien från att falla under Sovjetunionens inflytande". Han har även uttryckt stöd för Augusto Pinochet och hans militärdiktatur i Chile, och sade i en intervju 1998 att "Pinochet borde ha dödat fler människor".
Bolsonaro vann första omgången i presidentvalet 2018 och mötte därefter Arbetarpartiets Fernando Haddad i en avgörande andra omgång, där han vann valet med 55 procent. Inför valet ledde han även i opinionsmätningarna, vilket förklarades med att han byggt sin kampanj på att komma till rätta med korruption i landet.

### Kontroverser
Bolsonaro har gjort en rad manschauvinistiska, homofobiska och rasistiska uttalanden och beskrivs som högerextrem. Han har bland annat kallat Yanomamifolket för kannibaler och sagt att han själv inte skulle ha något problem med att äta människokött. Han har även fört en kontroversiell politik när det kommer till coronaviruspandemin 2019–2021 och covid-19. Den 7 juli 2020 rapporterades det att han själv hade testats positivt för covid-19.

### Regnskog
Bolsonaro har öppet lovat att skövla regnskog och ses som ett stort hot mot regnskogen, djurlivet och Brasiliens ursprungsbefolkning.

## Politiska positioner
Bolsonaros politiska åsikter har beskrivits som nationalistiska och populistiska. Han har under sin långa politiska karriär uttryckt högerextrema åsikter. Han har gjort uttalanden som beskrivits som förolämpande, homofoba, våldsuppmuntrande, kvinnohatande, sexistiska, eller rasistiska.
Jair Bolsonaro är känd för sitt starka motstånd mot vänsterpolitik. Han är motståndare till samkönat äktenskap, miljölagstiftning, abort, invandring (särskilt från Haiti, Afrika och Mellanöstern, som han en gång kallade "mänsklighetens avskum"), drogliberalism och sekularism på federal nivå. Han har också gjort uttalanden till försvar för den brasilianska militärregeringen (en diktatur känd för ständiga brott mot de mänskliga rättigheterna).
Journalisten Glenn Greenwald kallade Bolsonaro för "den mest kvinnofientliga, hatiska valda tjänstemannen i den demokratiska världen". Den brittiska nyhetstidningen The Economist kallade honom en "radikal" och en "religiös nationalist".
Bolsonaro har jämförts med USA:s president Donald Trump, som han även har goda relationer med.

## Privatliv
Bolsonaro har varit gift tre gånger och har fem barn. Hans första maka var Rogéria Nantes Braga, som han har tre söner med. Hans andra äktenskap var med Ana Cristina Valle. Med henne fick han sin fjärde son. 
År 2007 gifte han sig med sin tredje och nuvarande maka Michelle de Paula Firmo Reinaldo. Paret har en dotter tillsammans. Medan han arbetade i kongressen anställde Bolsonaro Michelle som sekreterare och under de följande två åren fick hon ovanliga befordringar och hennes lön mer än tredubblades. Han tvingades avskeda henne efter att högsta federala domstolen beslutat att nepotism är olagligt i den offentliga förvaltningen. Från 2018 är Bolsonaro och hans maka bosatt i Barra da Tijuca, en välbärgad förort till Rio de Janeiro.